# ジョンソン郡 (ネブラスカ州)
ジョンソン郡 (Johnson County) はアメリカ合衆国ネブラスカ州に位置する郡である。2000年現在、人口は4,488人である。ここの郡庁所在地はTecumsehである。

## 地理
アメリカ合衆国統計局によると、この郡は総面積976 km2 (377 mi2) である。このうち974 km2 (376 mi2) が陸地で2 km2 (1 mi2) が水地域である。総面積の0.18%が水地域となっている。

## 人口動勢
2000年現在の国勢調査で、この郡は人口4,488人、1,887世帯、及び1,254家族が暮らしている。人口密度は5/km2 (12/mi2) である。2/km2 (6/mi2) の平均的な密度に2,116軒の住居が建っている。この郡の人種的構成は白人93.54%、アフリカン・アメリカン0.11%、先住民0.40%、アジア2.67%、太平洋諸島系0.02%、その他の人種1.96%、及び混血1.29%である。人口の2.87%がヒスパニックまたはラテン系である。
この郡内の住民は24.20%が18歳未満の未成年、18歳以上24歳以下が5.70%、25歳以上44歳以下が24.40%、45歳以上64歳以下が23.60%、及び65歳以上が22.00%にわたっている。中央値年齢は42歳である。女性100人ごとに対して男性は91.90人である。18歳以上の女性100人ごとに対して男性は90.80人である。
この郡の世帯ごとの平均的な収入は32,460米ドルであり、家族ごとの平均的な収入は41,000米ドルである。男性は26,282米ドルに対して女性は20,799米ドルの平均的な収入がある。この郡の一人当たりの収入 (per capita income) は16,437米ドルである。人口の8.90%及び家族の6.70%は貧困線以下である。全人口のうち18歳未満の10.50%及び65歳以上の11.10%は貧困線以下の生活を送っている。

## 都市及び村
- クック (Cook)
- Crab Orchard
- エルククリーク (Elk Creek)
- ステアリング (Sterling)
- Tecumseh